# Slowtide
Slowtide ist der Künstlername des Bochumer Singer/Songwriters Kevin Werdelmann (* 1. November 1981).

## Biographie
Kevin Werdelmann besitzt einen BA-Abschluss in den Fachbereichen Germanistik und Erziehungswissenschaften an der Ruhr-Universität Bochum.

## Musik
Beeinflusst von Vince Clarke und Chris Hülsbeck produzierte Kevin Werdelmann auf einem Amiga 500 Heimcomputer bereits in jungen Jahren Songs und Soundtracks zu eigenen Filmen. Das erste offiziell hörbare Ergebnis seines Schaffens entstand 1997 mit dem elektronischen Konzeptalbum London, auf dem er die Reiseeindrücke seines ersten Besuchs der englischen Metropole in musikalischer Form verarbeitete. Abseits der elektronischen Seite zeigte sich Werdelmann inspiriert von Bands wie Travis, The Verve, Radiohead und Songwritern wie Nick Drake. Schon bald entwickelte er sich zum Multi-Instrumentalisten und trat auf den zwei Demo-EPs Time Escape (2001) und Things That Fade (2002) erstmals auch als Sänger in Erscheinung. Der Künstlername Slowtide entstand und zahlreiche Live-Auftritte folgten, bei denen er sich die Bühne mit Bands wie British Sea Power, Gravenhurst, Eskobar, Hjaltalin und Belasco teilte. Unter anderem spielte Slowtide beim renommierten Reeperbahn Festival 2007.
Das nahezu komplett im Schlafzimmer eingespielte, offizielle Debütalbum Origins erschien am 16. Januar 2009 über Marchpane Records und wurde von der Presse insgesamt sehr positiv aufgenommen. In Ausgabe 01/2009 der Zeitschrift Kulturnews wurde es zur Platte des Monats gekürt. Bei den folgenden Konzerten stießen Katharina Werning am Bass und Aaron Jablonski am Schlagzeug hinzu.
Das erneut selbstproduzierte zweite Album Solaria erschien am 31. August 2012 über Timezone im Handel. Zum darauf enthaltenen Song Aimless veröffentlichte Slowtide im selben Jahr das erste offizielle Musikvideo.
Zum 20-jährigen Jubiläum wurde am 3. November 2017 das Album London digital wiederveröffentlicht.
Am 16. November 2018 erschien das dritte Album A Gentle Reminder über Timezone im Handel. Es enthält neu produzierte Studioversionen von Stücken der Demo EPs Time Escape & Things That Fade. Vorab erschien am 31. Oktober das Musikvideo zum darauf enthaltenen Song Soothing Light.

## Diskographie

### Alben
- 2009: Origins (CD/Digital, Marchpane Records)
- 2012: Solaria (CD/Digital, Timezone)
- 2018: A Gentle Reminder (CD/Digital, Timezone)

### Singles / EPs
- 2001 Time Escape (CD, Eigenvertrieb)
- 2002 Things That Fade (CD, Eigenvertrieb)
- 2012 In The Hall Of The Mountain King (Digital), Arrangement des gleichnamigen Stücks von Edvard Grieg
- 2020 Ship Of Fools (Digital), Coverversion des gleichnamigen Songs von Erasure
- 2025 Where It Began (Digital)

### Als Kevin Werdelmann
- 1997 London (CD, Eigenvertrieb) (Digital Re-Release 3. November 2017)

### Remixe für andere Künstler
- 2007 Erasure – "When A Lover Leaves You (Slowtide Remix)" (Remix Contest)
- 2010 Andy Bell – "Say What You Want (Slowtide Remix)" (Remix Contest)
- 2012 Tommy Finke – "Canossa (Slowtide Remix)"
- 2014 Atomic – "Come Closer (Slowtide Remix)", "Black Angels (Slowtide Remix)", "Don't Rip It Up (Slowtide Remix)"

### Soundtracks
- 2009 Kid Nappens – Solid Water ist das Titellied des Snowboard-/Skatefilms von WIUD Productions[10]

### Kompilationsbeiträge
- 2004 The Story of Your Life auf „Where To Begin – A High Fidelity Compilation Vol.2“ (Dandyland/Cargo Records)
- 2006 Someday auf „Oliver Uschmann: 'Voll Beschäftigt' – Hörbuch“ (Mundraub/Rough Trade)
- 2007 The Artist auf „Bit Music Compilation“ (CD-Beilage der Intro #149)
- 2007 Young Love auf „Did you D:qliq?“ (Grand Duchy Grooves)
- 2008 Solid Water auf „Series Two Compilation Vol. 13“ (Series Two Records)

## Sonstiges
Das Album Origins findet im Buch Überleben auf Festivals: Expeditionen ins Rockreich des Autors Oliver Uschmann Erwähnung.